# Parapyrenis tecomatis
Parapyrenis tecomatis är en svampart som först beskrevs av Berk. & M.A. Curtis ex Cooke, och fick sitt nu gällande namn av Aptroot 1995. Parapyrenis tecomatis ingår i släktet Parapyrenis och familjen Requienellaceae.   Inga underarter finns listade i Catalogue of Life.